# 护山墓地
护山墓地，位于中国青海省海东市乐都区岗沟乡贾湾村，为青海省市县级文物保护单位，公布日期为1983年5月23日，类型为古墓葬。
护山墓地的历史年代为新石器时代。